# Valle de Jezreel

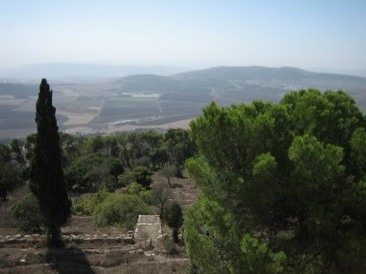
Panorámica del Valle de Jezreel, desde el monte Tabor.

El Valle de Jezreel; (en hebreo: עמק יזרעאל‎ Emek Yizrael; en árabe: مرج بن عامر‎), también conocido como Llanura de Esdrelón —nombre que tenía en el periodo clásico—, es un gran valle situado al norte de Israel. Toma su nombre de la antigua ciudad de Jezreel, situada en una colina en el límite meridional, que domina el valle. Se encuentra al sur de la Baja Galilea en el Distrito Norte de Israel.

## Geología
El valle fue una vez el conducto por el cual el mar Muerto (al sureste del valle) se conectaba con el mar Mediterráneo. Se supone a que en algún momento la tierra entre el mar Mediterráneo y el Gran Valle del Rift se levantó, de tal manera que esta conexión fue separada, y las inundaciones periódicas del mar Mediterráneo fueron interrumpidas, dando como resultado que el mar Muerto perdiera su conexión hacia el oeste, llegando a ser un mar altamente salino.

## Historia
En el Valle de Jezreel existe una gran cantidad de importantes localidades antiguas y modernas. La antigua ciudad de Megido está situada en el sur y al oeste del valle. La mayor localidad moderna del Valle de Jezreel es la ciudad de Afula, también conocida como la «Capital del Valle». Afula pudo haber sido en la Edad del Bronce la ciudad antigua de Ofrá donde según el Antiguo Testamento, residió el «juez» hebreo Gedeón.
El Valle de Jezreel fue sitio importante de muchas batallas históricas, incluyendo la primera batalla registrada en la historia. 
En los años 1920, una asociación sionista, la American Zion Commonwealth, compró muchas tierras en el valle y fundó la moderna ciudad de Afula. La ciudad principal hasta entonces era Zerin. El primer moshav, Nahalal, fue creado en este valle el 11 de septiembre de 1921.